# Rotflügelguan

Verbreitungsgebiet des Rotflügelguans

Der Rotflügelguan (Ortalis garrula), Syn. Phasianus garrulus ist eine Vogelart aus der Ordnung der Hühnervögel (Galliformes).
Die Art wurde als konspezifisch mit dem Graukopfguan (O. cinereiceps) angesehen.
Der Vogel ist endemisch in Kolumbien.
Der Lebensraum umfasst dicht bewachsene tropische Laubwälder,
Sekundär-, Galeriewald, auch nach niedrig bewachsene gestörte Habitate, Mangrovenwald meist bis 800, aber auch bis 1600 m Höhe.
Der Artzusatz kommt von lateinisch garrulus ‚schwatzhaft, geschwätzig‘.

## Merkmale
Die Art ist 53–60 cm groß und wiegt 630–755 g. Die Geschlechter unterscheiden sich nicht, die Oberseite ist hauptsächlich oliv-braun, heller rost- bis kastanienbraun an Kopfkappe und Nacken mit dunkel abgesetztem Schwanz leicht grün und bläulich schimmernd. Die Schwanzfedern tragen mit Ausnahme der beiden zentralen breite blasse bis weiße Spitzen. Die Gesichtshaut ist rötlich oder schwarz. Die Flügeldecken sind kastanienbraun. Im Flug werden die hell kastanienbraunen Handschwingen sichtbar. Der Kehllappen ist rot.
Kehle und obere Brust sind braun mitunter mit rostfarbenen Spitzen, in matt-weiße Fiederung der Unterseite übergehend, auch der Steiß ist weiß. Die Unterschwanzdecken sind manchmal gelbbraun getönt.
Der Rotflügelguan ist der einzige Vertreter dieser Gattung in Kolumbien mit einem weißen Bauch. Er ähnelt dem größeren, im Südwesten des Landes vorkommenden Rotkopfguan (O. erythroptera), der unten cremefarben ist und an den Schwanzfedern kastanienbraune Spitzen trägt.
Der in Nordosten Kolumbiens lebende Rotsteißguan (O. ruficauda) ist grau an Kopf und Nacken, an der Unterseite rötlich bis gelbbraun und hat keine hell-kastanienbraunen Handschwingen.
Der Graukopfguan (O. cinereiceps) im Nordwesten Kolumbiens ist gleichfalls grau an Kopf und Nacken und unten grau-braun.

## Geografische Variation
Die Art ist monotypisch.

## Stimme
Die Art ist gesellig und auffallend durch häufige Lautäußerungen, die als wiederholtes, lautes und weittragendes „wa-cha-ra“ beschrieben werden, an Lautstärke zunehmend und dann eher plötzlich endend, bevorzugt in den frühen Morgenstunden (6–8 Uhr), aber auch noch bis 10 oder 11 Uhr. Meist wird im Duett zwischen Männchen und Weibchen gerufen.
Nach der Brutzeit nehmen die Rufe etwas ab.

## Lebensweise
Die Art ist vermutlich ein Standvogel.
Die Nahrung besteht aus Früchten und Blättern, die auf allen Waldebenen in Gruppen von bis zu 8 Individuen verzehrt werden. In der Trockenzeit kann die Gruppe noch größer sein.
Die Brutzeit liegt in der Trockenzeit zwischen Januar und April in Nordkolumbien. Das Nest besteht aus einer einfachen Plattform aus Ästen und Zweigen in etwa 2 m Höhe. Das Gelege besteht aus 3–4 cremefarbenen Eiern.

## Gefährdungssituation
Der Bestand gilt als „nicht gefährdet“ (Least Concern).